# Cantone di Villeurbanne-Sud
Il Cantone di Villeurbanne-Sud era una divisione amministrativa dell'Arrondissement di Lione.
È stato soppresso a seguito della riforma complessiva dei cantoni del 2014, che è entrata in vigore con le elezioni dipartimentali del 2015.
Comprendeva solo parte della città di Villeurbanne.